# Burkhard (Ostmark)
Burkhard oder Purchard (* nach 926; † um 981?) Graf von Geisenhausen war erster Markgraf der Marcha orientalis (Ostmark, später Österreich) nach dem Sieg Ottos I. über die Ungarn (955). Mit ihm beginnt die Wiedererrichtung der Mark, die seit den Ungarneinfällen (907 Niederlage eines bayerischen Heeres bei Pressburg) verwüstet worden war.
Burkhard entstammte einer adeligen, aber nur „mäßig begüterten“ Familie, und gewann im Gefolge des bayerischen Herzogs Heinrich I. Macht und Einfluss. So wurde er Inhaber der Regensburger Burggrafschaft, die erst kurz zuvor errichtet worden war, und heiratete eine Schwester von Heinrichs Frau Judith. Aus dieser Ehe entstammt der spätere Bischof Heinrich I. (Augsburg).
Zwischen 970 und 972 wird Burkhard mehrfach als Markgraf der Ostmark genannt.
Burkhard residierte als Markgraf möglicherweise in Pöchlarn, was ihn in manchen Interpretationen in Zusammenhang mit Rüdiger von Bechelaren (Nibelungenlied) bringt.
976 folgte ihm der Babenberger Leopold I., dessen Familie anschließend über 250 Jahre die Ostmark und später das Herzogtum Österreich beherrschten. Ob Burkhard damals bereits verstorben war oder er sich an der Opposition von Herzog Heinrich II. gegen König Otto II. beteiligt hatte und abgesetzt worden war, ist unklar.